# Pulau Deras
Pulau Deras is een bestuurslaag in het regentschap Kuantan Singingi van de provincie Riau, Indonesië. Pulau Deras telt 799 inwoners (volkstelling 2010).